# Rue de la Paix

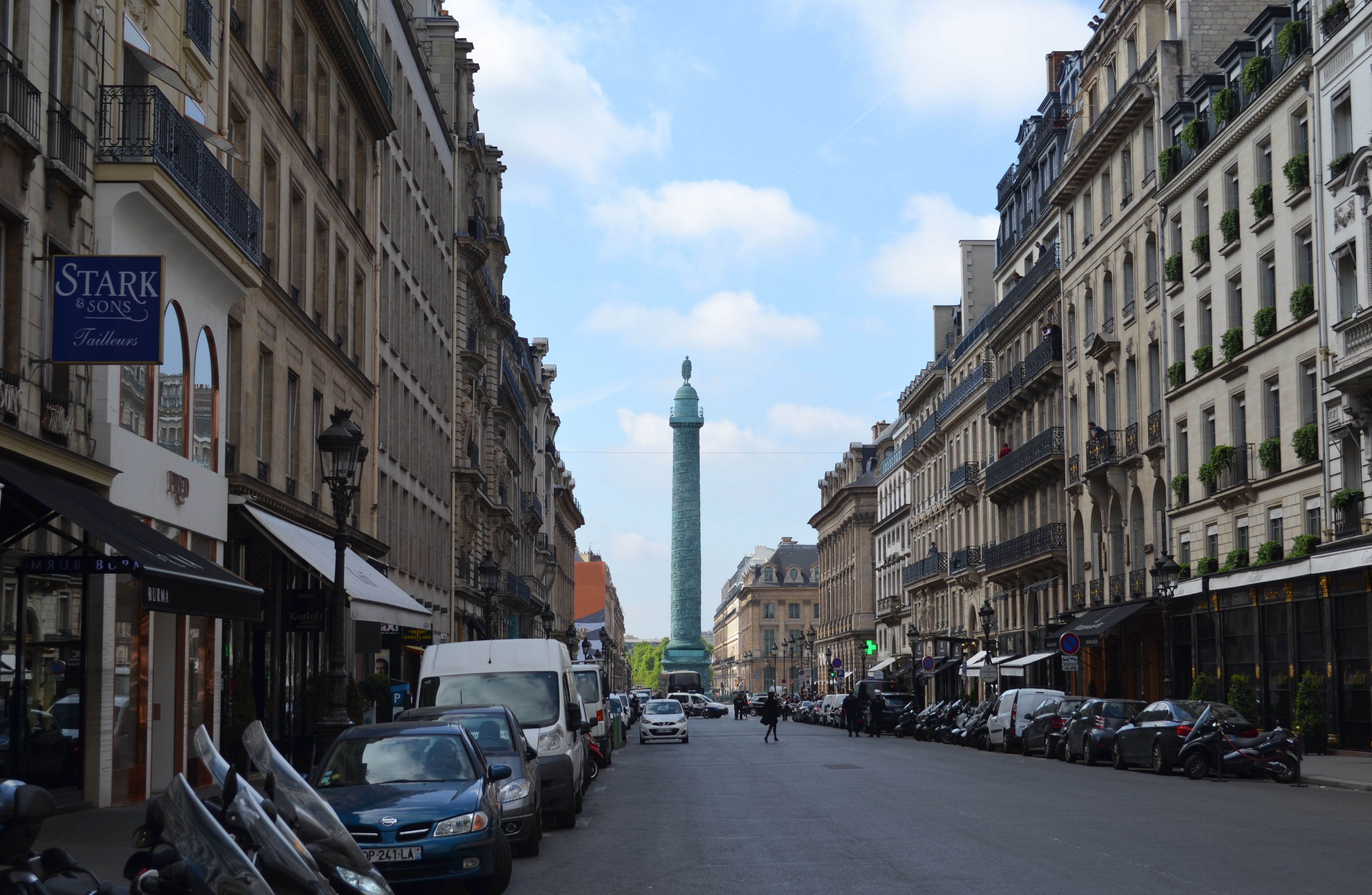
Rue de la Paix met Colonne Vendôme in de verte (2017)

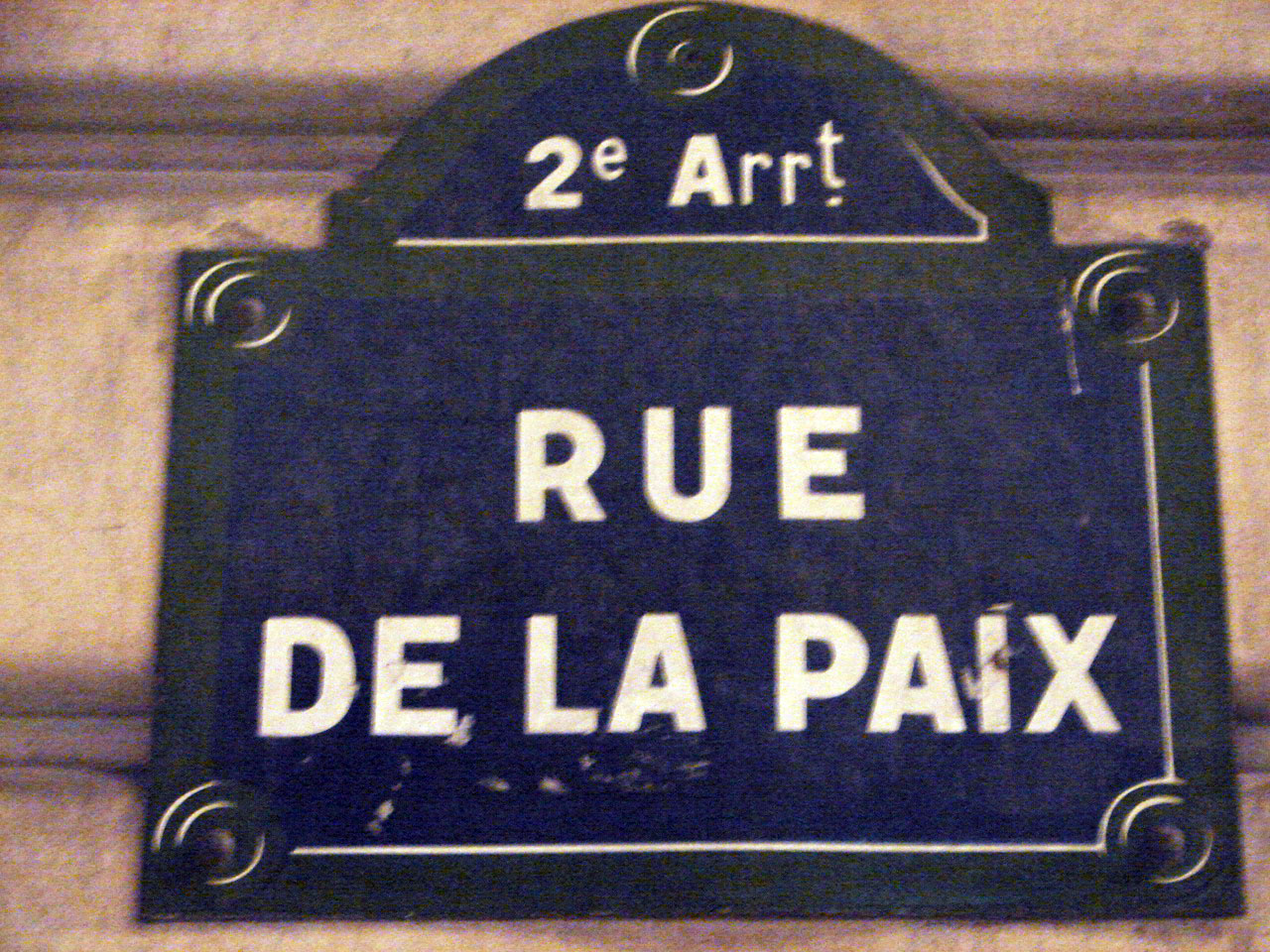
Naambord Rue de la Paix

De Rue de la Paix (Nederlands: Vredesstraat) is een luxe winkelstraat in Parijs.
De straat werd in 1806 aangelegd als Rue Napoléon en was indertijd de verbinding tussen de binnenstad en de westelijke stadswijken die toen werden ontwikkeld. Om de straat aan te leggen moest het oude klooster van de kapucinessen worden gesloopt. In 1814 werd de straat omgedoopt in 'Rue de la Paix' om de Vrede van Parijs te gedenken, die het door twintig jaar bijna onophoudelijk oorlog geteisterde Frankrijk eindelijk vrede schonk. 
Aan de ene zijde ligt de achtzijdige Place Vendôme met beroemde juweliers, het Franse Ministerie van Justitie en het luxueuze Hôtel Ritz. Aan de andere zijde liggen de Opéra Garnier op de Place de l'Opéra en de grote boulevards. Op het midden van de Place Vendôme staat een grote bronzen zuil met een beeld van Napoleon Bonaparte.  
De in het 1e en 2e arrondissement gelegen straat is beroemd om de zich daar gevestigde juweliers, onder wie Cartier dat er in 1898 opende. Ook de couturier Charles Frederick Worth had in de Rue de la Paix zijn eerste vestiging. In 1871 kon deze Engelsman zien hoe de bestorming van een barricade in de Rue de la Paix tot een bloedbad onder de aanhangers van de Parijse Commune leidde.
De straat is een van de duurste straten op het Franse monopolybord. Ook in werkelijkheid zijn de winkels aan de Rue de la Paix bijzonder luxueus. Dat geldt ook voor de daarboven gelegen appartementen.